# Académie de football Amadou Diallo de Djékanou
 (mai 2017).
Si vous disposez d'ouvrages ou d'articles de référence ou si vous connaissez des sites web de qualité traitant du thème abordé ici, merci de compléter l'article en donnant les références utiles à sa vérifiabilité et en les liant à la section « Notes et références ».
Maillots
Actualités
L'Académie de football Amadou Diallo de Djékanou  (parfois également appelée AFAD Djékanou) est un club de football ivoirien basé à Abidjan, plus grande ville du pays. Il participe à la Ligue 1 ivoirienne lors de la saison 2011-2012.

## Histoire
Fondé le 27 juin 2005 à Djékanou (dans le centre du pays) sous le nom d'Association Sportive Pythagore, c'est d'abord une équipe de jeunes sous la forme d'une académie de la jeunesse, sous l'égide de la fédération ivoirienne. L'académie accueille des jeunes footballeurs âgés de 14 à 17 ans et prend part aux championnats régionaux dans le Centre-Est du pays.
Lorsque la fédération prend le contrôle de l'association, celle-ci change de nom et devient l'Académie de Football feu Amadou Diallo, du nom d'Amadou Diallo, un ami proche du président Jacques Anouma et récemment disparu.
En 2009, il est décidé de monter une équipe professionnelle et de transférer le club vers Abidjan, tout en conservant l'appellation de l'association. Le club participe pour la toute première fois au championnat élite en 2010, saison qu'il termine à une prometteuse sixième place. En 2011, le nom du club est raccourci en AFAD Djékanou. La saison suivante, en 2011, est couronnée de réussite avec une deuxième place dans le groupe B lors de la première phase, puis un titre de vice-champion, seulement devancé par Africa Sports au classement final de la poule pour le titre. Cette place de dauphin permet à l'académie de participer pour la première fois de sa jeune histoire à la plus prestigieuse des compétitions Africaines, la Ligue des champions de la CAF.

## Palmarès
- Championnat de Côte d'Ivoire
  - Vice-champion en 2011, 2012

## Joueur emblématiques
- Allegne Bobley Anderson
- Abdel Kader Coulibaly